# Saving Bikini Bottom
Saving Bikini Bottom (Saving Bikini Bottom: The Sandy Cheeks Movie) è un film d'animazione del 2024 diretto da Liza Johnson in CGI basato su SpongeBob e distribuito su Netflix il 2 agosto 2024. Il 21 gennaio 2024, il film completo è stato trapelato in lingua originale su X (già Twitter), ma in seguito il post originale e tutti i repost sono stati eliminati. È il primo di una serie di film spin-off dedicato ai personaggi di SpongeBob.
All'uscita, la pellicola è stata accolta con recensioni generalmente miste da parte della critica, ma ha ricevuto numerose stroncature dal pubblico e dai fan, con critiche rivolte alla sceneggiatura, trama, animazione, recitazione dei personaggi umani, antagonista principale e umorismo, venendo considerato il peggior film di Spongebob mai realizzato fino ad oggi.

## Trama
Quando Bikini Bottom e i suoi abitanti vengono spazzati via dal mare per colpa di una misteriosa azienda, la scoiattola Sandy Cheeks e SpongeBob SquarePants vanno in Texas per salvare la loro città.

## Produzione
Nel 2020, la ViacomCBS ha annunciato che sarebbero stati prodotti due film spin-off basati sulla serie SpongeBob. Nel maggio 2021, è stato annunciato che uno spin-off con protagonista Sandy Cheeks era in fase di sviluppo alla Nickelodeon per lo streaming televisivo, che verrà diretto da Liza Johnson e sceneggiato da Tom Stern e Kaz, storico scrittore e disegnatore di storyboard di SpongeBob, e il film è stato descritto come un ibrido che metterà i personaggi animati in un mondo in live action, come in SpongeBob - Fuori dall'acqua. Nel febbraio 2022, il CEO di Nickelodeon Brian Robbins ha annunciato che gli spin-off sarebbero stati tre e non due, e che quello su Sandy Cheeks sarebbe uscito nel 2023. Tuttavia, nell'aprile 2023, è stato annunciato che il film sarebbe stato rilasciato su Netflix nel 2024. Nello stesso mese, inoltre, è stato annunciato il cast americano. Il film è stato animato dalla Pipeline Studios di Ontario, Canada.

## Distribuzione
Il film è stato distribuito a livello globale il 2 agosto 2024 su Netflix.

## Promozione
Il trailer ufficiale è stato distribuito il 9 luglio.